# Falko Geiger
Falko Geiger (ur. 26 marca 1949) – niemiecki lekkoatleta, sprinter, medalista halowych mistrzostw Europy. W czasie swojej kariery reprezentował RFN.
Specjalizował się w biegu na 400 metrów. Zdobył srebrny medal w sztafecie 4 × 2 okrążenia (w składzie: Geiger, Karl Honz, Ulrich Reich i Hermann Köhler) na halowych mistrzostwach Europy w 1973 w Rotterdamie, a w biegu na 400 metrów odpadł w półfinale. Na halowych mistrzostwach Europy w 1974 w Göteborgu Geiger odpadł w przedbiegach na 400 metrów.
Był mistrzem RFN w hali w sztafecie 4 × 400 metrów w 1975, a także halowym wicemistrzem w biegu na 400 metrów w 1974 i brązowym medalistą w tej konkurencji w 1973.